# Mercedes-Benz Atego
Mercedes-Benz Atego je laki kamion njemačkog proizvođača Mercedes-Benza koji se proizvodi od 1998. godine do danas u njemačkom Wörthu i turskom Aksarayju. Od tada pa do danas Atego je u svom segmentu lider na tržištima diljem Europe, a novi će model tu poziciju sigurno zadržati.
Namijenjen je transportu lakog tereta te spada u Mercedesovu kategoriju kamiona ukupne mase od 6,5 do 16 tona. Prvi Atego je predstavljen 1998. godine, a druga inačica 2004. godine. Također, 2010. godine, predstavljen je model s hibridnim motorom.
O kvaliteti samog kamiona dovoljno govori činjenica da je Atego 2011. izabran za europski kamion godine, odnosno "International Truck Of The Year" (ITOY). Žiri su sačinjavala 23 europska novinara specijalizirana za područje komercijalnih vozila.

## Povijest
Nakon 14 godina proizvodnje modela LN, Mercedes-Benz ga je odlučio zamijeniti novijom inačicom. Tako je 1998. predstavljen model Atego s četverocilindarskim dizel motorom OM 904 LA (4,25 litara zapremine) i šesterocilindarskim motorom OM 906 LA (6,37 litara zapremine).
Proizvođač je 2001. godine s Ategom ušao i na tržište kamiona srednjeg transporta. Tada su ponuđeni modeli s tri OM 904 LA motora (90 - 125 kW)  i tri OM 906/926 LA motora (170 - 240 kW).
2004. je predstavljen redizajnirani Mercedes-Benz Atego a 2010. Atego BlueTec Hybrid, najprodavaniji europski hibridni kamion koji je namijenjen gradskom i regionalnom transportu.

## Galerija slika
- Kasični Mercedes-Benz Atego sandučar.
- Vatrogasna inačica Mercedes-Benz Atega.
- Atego kamion temišvarske gradske čistoće.
- Atego pauk prilikom podizanja hamburškog policijskog vozila.
- Vojni model Atega od finske vojske.

## Vanjske poveznice
- Informacije o kamionu na web stranicama proizvođača  Arhivirana inačica izvorne stranice od 27. rujna 2013. (Wayback Machine)